# 아나톨리아밭쥐
아나톨리아밭쥐(Microtus anatolicus)는 밭쥐속에 속하는 설치류의 일종이다. 터키 특히 코니아 주에서 발견된다. 개체수는 알려져 있지 않지만 작은 무리를 지어 생활한다. 중생대 동안에 존재했던 테티스 해의 잔존 지역에서 발견되며, 이 지역은 사탕무 재배를 위해 점점 개발되고 있다. 관련된 다른 위협 요인은 사탕무 재배를 위한 관개 시설 증가와 쥐약 살포이다. 동부의 분포 지역은 투즈 호 특별보호구역으로 보호되고 있지만 보호가 잘 되지 않고 악화되고 있다.